# Alderico Lima
Alderico Jefferson da Silva Lima ComMM  é um economista brasileiro. Foi ministro dos Transportes interino durante o governo Fernando Henrique Cardoso, além de assessor especial do Ministério do Meio Ambiente.

## Biografia
Funcionário público de carreira, em 1994 foi nomeado diretor do Departamento de Captação de Recursos da Secretaria de Planejamento do Ministério dos Transportes, à época sob liderança do general Rubens Bayma Denys. Mais tarde, tornou-se secretário-executivo do ministério.
Entre novembro de 2001 e abril de 2002, exerceu interinamente o cargo de ministro dos Transportes dentro do governo Fernando Henrique Cardoso após a exoneração de Eliseu Padilha.
Em 3 de abril de 2002, Alderico foi admitido pelo presidente Fernando Henrique Cardoso à Ordem do Mérito Militar no grau de Comendador especial.
Em setembro de 2002, foi nomeado assessor especial do Ministério do Meio Ambiente. Deixou o ministério após o fim do governo FHC, aposentando-se definitivamente em 2005.